# Grímsdóttir
Grímsdóttir ist ein weiblicher isländischer Name.

## Herkunft und Bedeutung
Der Name ist ein Patronym und bedeutet Grímurs Tochter. Die männliche Entsprechung ist Grímsson (Grímurs Sohn).

## Namensträgerinnen
- Ásta Júlía Grímsdóttir (* 2001), isländische Basketballspielerin
- Bára Grímsdóttir (* 1960), isländische Musikerin
- Vigdís Grímsdóttir (* 1953), isländische Schriftstellerin